# Корейская партизанская пехота ООН
Корейская партизанская пехота Организации Объединённых Наций (кор. 국제연합유격군 / 주한유엔군유격부대, англ. United Nations Partisan Infantry Korea, UNPIK) — партизанское и разведывательно-диверсионное подразделение в Корейской войне, действовавшее на стороне Республики Корея и войск ООН. Состояла в основном из корейских антикоммунистов. Входила в состав американской 8-й армии. Нанесла серьёзные потери войскам КНДР. Расформирована после окончания Корейской войны.

## Социальная база
Провозглашение КНДР и утверждение в Северной Корее коммунистического режима ТПК во главе с Ким Ир Сеном в конце 1940-х столкнулось с сильной оппозицией в обществе. Особенно сильно власти отторгались в регионе Хванхэдо, разделённом между советской и американской зонами оккупации. С 1947 здесь отмечались массовые протесты против режима. Недовольство вызывал принудительный разрыв традиционных связей с югом, произвол партийной администрации и органов государственной безопасности, огосударствление экономики и особенно коллективизаторские тенденции в аграрной политике. Многие жители бежали на юг, переходили на нелегальное положение, некоторые включались в вооружённую борьбу.
25 июня 1950 началась Корейская война. Контрнаступление войск ООН под командованием американского генерала Дугласа Макартура в сентябре 1950 резко активизировало антикоммунистические и сепаратистские силы Северной Кореи, прежде всего в Хванхэдо. Уже осенью 1950 года в боях с войсками КНДР участвовали до 10 тысяч северокорейцев, в основном из «раскулаченных» крестьян, предпринимателей, бывших госслужащих, полицейских, школьных работников и квалифицированных рабочих. Они несли большие потери в столкновениях с регулярными войсками, вынуждены были отступать на острова в Жёлтом море. Командование войск ООН решило оказать помощь корейским антикоммунистическим партизанам.

## Создание и первые операции
Организовать корейских партизан было поручено полковнику 8-й армии США Джону Макги, имевшему опыт руководства иррегулярными силами на Филиппинах во время Второй мировой войны. Учреждение армейского подразделения состоялось 15 января 1951. Ядро составили 37 бойцов во главе с Чан Чжэ Хва, бывшим торговцем из Хванхэдо.
3 марта 1951 группа Чан Чжэ Хва совершила первый рейд в тыл северокорейских войск. Перед ней были поставлены разведывательные задачи в Саривоне. Однако партизаны атаковали местную штаб-квартиру ТПК и военных, отчитавшись по возвращении об убийстве 280 солдат и офицеров противника. Впоследствии боевики Чан Чжэ Хва провели ещё ряд диверсионных операций разной степени успеха. Одновременно капитан британской Особой воздушной службы Эллери Андерсон сформировал отряд с участием корейских антикоммунистов, который разрушал транспортные коммуникации северокорейских войск. Под командованием американского полковника-артиллериста Джея Вандерпула был создан мобильный партизанский флот, нанесший серьёзный ущерб северокорейской береговой охране. Весной 1951 партизаны участвовали во взятии Сеула.
Первоначально партизанское соединение называлась Ослик, Волчья стая, Леопард. В сентябре 1951 оно получило название Корейская партизанская пехота Объединённых Наций — United Nations Partisan Infantry Korea (UNPIK) или Партизанская пехотная группа с войсковым номером 5816. Впоследствии номер был заменён на 8086, затем на 8240. Неофициально прижилось название Белые тигры.
К концу 1951 в соединении состояли более 20 тысяч корейских бойцов и командиров, около ста американских инструкторов и некоторое количество китайцев, перешедших на их сторону. Среди партизан были и женщины — например, медсестра и боец Ким Вун Сан уничтожила, по её словам, до ста солдат противника.

## Роль в войне
Действия UNPIK состояли в боевых рейдах, засадах, внезапных нападениях и обстрелах, актах саботажа и диверсий, разрушении военных и партийно-политических объектов и коммуникаций, освобождении пленных и заключённых. Совершались и технически сложные диверсии, типа разрушения РЛС. В ходе рейдов часто использовалась униформа противника и поддельные документы. Большая часть операций была совершена на территории нынешней провинции КНДР Хванхэ-Намдо. В операциях «Белых тигров» на северокорейской территории активно участвовал американский офицер Special Forces Бен Малькольм.
Я погружался в неизведанные воды — одинокий американец среди сотен северокорейских партизан, лояльность которых на тот момент была под большим вопросом.

Бен Малькольм

К декабрю 1951 партизаны UNPIK убили более 9 тысяч солдат и офицеров КНА, захватили 385 пленных, 40 грузовиков, 28 катеров, 120 автозаправочных фургонов, взорвали 12 железнодорожных мостов и 12 тоннелей. За весь период Корейской войны количество убитых партизанами оценивается в 69 тысяч, пленных — в 900 человек, количество взорванных мостов — в 80, уничтоженных транспортных средств — в 2700. Однако эти данные основываются на приблизительных оценках, без документальных подтверждений. В отчётах были не исключены определённые преувеличения.
Общий учёт не вёлся, поскольку высшее командование войск ООН не контролировало соединение. Стратегического значения его действия не имели, хотя давали заметный тактический эффект.
Бойцы обладали сильной идейной мотивацией. Корейскую войну они понимали как вооружённую борьбу за свержение коммунистического режима КНДР (а не только защиту Южной Кореи). Партизаны отличались непримиримостью к противнику, поэтому начало переговоров в середине 1951 стало для них сильным моральным ударом. Они не признавали никаких договорённостей с КНДР, что привело к трениям и конфликтам партизан с командованием.

## После войны
27 июля 1953 было подписано соглашение о перемирии. Корейская война закончилась. 21 февраля 1954 последние партизаны перебрались на территорию Южной Кореи. 30 апреля 1954 Корейская партизанская пехота ООН была расформирована.
12 тысяч бывших партизан поступили на службу в южнокорейские вооружённые силы. Несколько тысяч предпочли гражданскую жизнь. Некоторые нелегально вернулись на север, к семьям. Наиболее непримиримые не признали перемирия и продолжили вооружённую борьбу в подполье.
По состоянию на 2008 год в Республике Корея проживали около 2,5 тысяч ветеранов соединения 8240 (ещё около пятисот бывших партизан в обоих корейских государствах скрывают свои имена). Поскольку они формально не числились в южнокорейской армии, их ветеранские льготы урезаны. 30 ноября 2004 в Сеуле отмечалась демонстрация ветеранов формирования 8240 с требованием государственных выплат.
Существует Ассоциация ветеранов-партизан, проводятся регулярные встречи с участием американцев. Южнокорейские и американские военные подчёркивают значение партизанской пехоты ООН как первоосновы будущих Вооружённых сил Республики Корея.
Полковник Бен Малькольм издал книгу "Белые тигры. Моя секретная война в Северной Корее". Он продолжает консультировать американских военных по ситуации на Корейском полуострове, выражая обеспокоенность в связи с конфликтной ситуацией.